# Derek and the Dominos
Derek and the Dominos — блюз-роковий гурт, створений навесні 1970 року Еріком Клептоном після розпаду його попереднього гурту — Blind Faith. До гурту входили також клавішник Боббі Вітлок, басист Карл Рейдл і барабанщик Джим Гордон.
У цьому складі гурт записав лише один студійний альбом — Layla and Other Assorted Love Songs, а також дав концертний тур, з якого були складені два живих альбоми, видані вже після розпаду гурту. Найбільшим хітом гурту стала пісня «Layla», що потрапила  до списку 500 найкращих пісень усіх часів за версією журналу «Rolling Stone».